# Château du Creuzet
Le château du Creuzet est un château situé sur la commune de Coust, dans le département du Cher en France.

## Historique
Le Crozet fut bâti par la famille charentonnaise de Challeu (Chaillot - Chaillou) vers 1350. Ainsi, Guillaume-Armand Challeu en est seigneur en 1277. Agnès de Challeu est dame du Croset en 1381. Jeanne Challeu prend pour époux Erard de Thianges (né vers 1312).
Dès lors, le château passe aux mains des Thianges, famille de descendance capétienne, dont le blason se lit "d'or (ou d'argent) à trois tiercefeuilles de gueules".
Leur fils, Philibert de Thianges, époux de Alix de Sully-Beaujeu dame de Blet, est seigneur du Creuzet, du Breuil-Eschart et de Paray-le-Frésil en 1407. Leur fils, le chevalier banneret Guillaume de Thianges épousa sa cousine Belle-Assez de Sully-Beaujeu, veuve vers 1418.

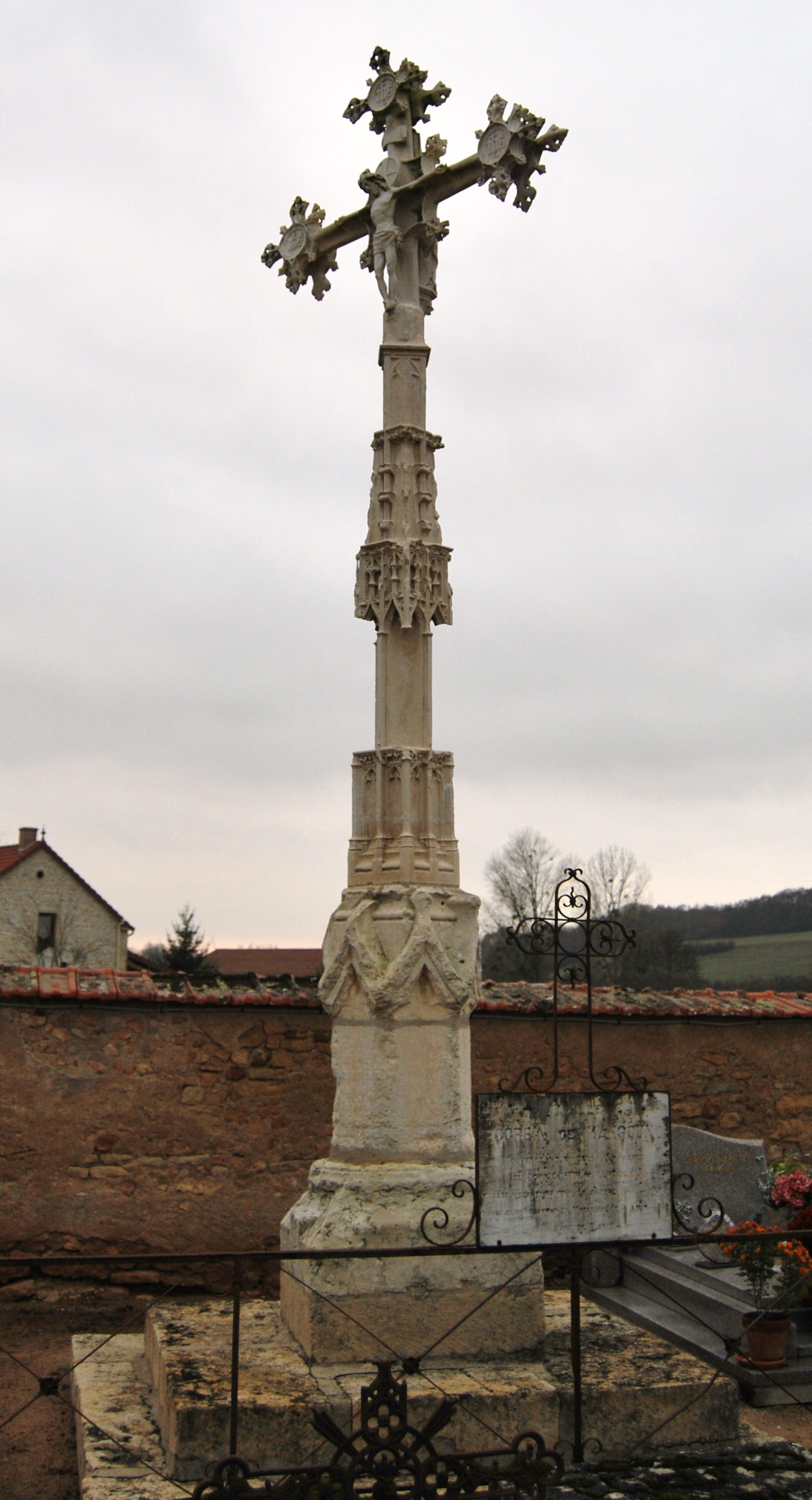
La croix des Thianges.

Ils eurent pour enfants Jean et Jacques, Gentilhomme ordinaire de la Chambre du Roy, qui fit ériger la croix de Coust en 1472. Il était seigneur de Creuzet et de Buxières-d'Aillac en 1426, ainsi que de Maultrait et du Breuil. Il prit pour épouse Jeanne de Turlin en 1429.
Belle-Assez  de Thianges, née vers 1453, épouse Charles de Villelume, seigneur de la Roche-Othon. Il porte dès lors le nom et les armes des Thianges. En 1490, leur fils Hugues épouse Peronnelle de Grivel de Grossouvre. Leur fils Denis est seigneur du Creuzet, de Coust et de Saint-Georges-sur-la-Prée.
De son union en 1516 avec Gabrielle Legroin de La Villebouche naquit en 1534 Gabriel de Thianges, seigneur du Creuzet, décédé vers 1590.
Gabriel épousa Gilberte des Ages, dame de Valigny (décédée vers 1605). Leur fille Gabrielle est prieure de l'Abbaye Notre-Dame de Bellavaux de Charenton, Euchariste (née vers 1572, décédée vers 1686) est elle aussi religieuse à Charenton. Guy, écuyer, seigneur du Creuzet épouse Gabrielle Aymé des Roches, qui lui donne pour fils François de Thianges, qui devient seigneur du Creuzet, et prend Catherine de Thianges, dame de Cortelle et de Coust pour épouse.
Dame Marie Rousset, fille d'un notaire à Saint-Amand, née en 1685, est veuve de leur fils Gabriel, écuyer et seigneur du Creuzet vers 1715. Elle épouse alors Léonard de Thianges. Le corps de Marie Rousset fut inhumé en l'abbatiale de Bellavaux.
Au XVIe siècle, les Thianges possèdent un hôtel particulier en la ville de Saint-Amand-Montrond, aujourd'hui situé rue Porte-de-Bourges. Nombreux furent Chevaliers de l'Ordre de Malte.
Le fief du Creuset et la seigneurie de Coust dépendaient d'Orval.
Sous la Restauration, Le Creuzet devient la propriété de M. Geoffrenet des Beaux Pleins, puis est devenu, à la suite d'un partage de famille, la possession de la famille Corbin de Mangoux. C'est cette famille qui, au XVIIIe siècle, érigea deux autels en l'église Notre-Dame de Coust.
L'ensemble castral, ainsi que la ferme du hameau sont inscrits à l'Inventaire des Monuments Historiques du Cher par arrêté préfectoral du 14 janvier 2014.

## Architecture
Le château du Creuzet domine la vallée du Chignon, ruisseau prenant sa source au château de Bonnais.
La construction de la partie la plus ancienne a commencé vers 1350. C'est le donjon rectangulaire de 6,30 m de long sur 5,30 m de large dont les murs extérieurs ont 2,30 m d'épaisseur. Il s'élève à une hauteur de 40 m. Les parties supérieures sont entourées d'un bahut crénelé porté sur des corbeaux à trois ressauts et dont l'intérieur forme un long couloir avec mâchicoulis, le tout étant compris sous le toit.
Au XVe ou XVIe siècle, un escalier en spirale est annexé à l'ouest.
Il est fait mention de la chapelle de la maison du Creuzet en 1772 dans le pouillé de Bourges (t. 2, fol. 365a) ; voûtée sur nervures et éclairée par deux meurtrières, elle contient un remarquable bénitier Renaissance. Transformée en lingerie, elle fut restaurée dans la première moitié du XXe siècle. Des restes de polychromes furent à l'occasion redécouverts.
Une cour entourée de courtines et de fossés défendait l'approche du donjon. Il reste de la structure une tour d'angle, ainsi qu'une ferme. Les ruines d'une tour de guet sont visibles aux abords du chemin d'accès au lieu-dit ; elle permettait d'observer les vallées du Chignon et de la Marmande, avec la ville de Saint-Amand-Montrond.

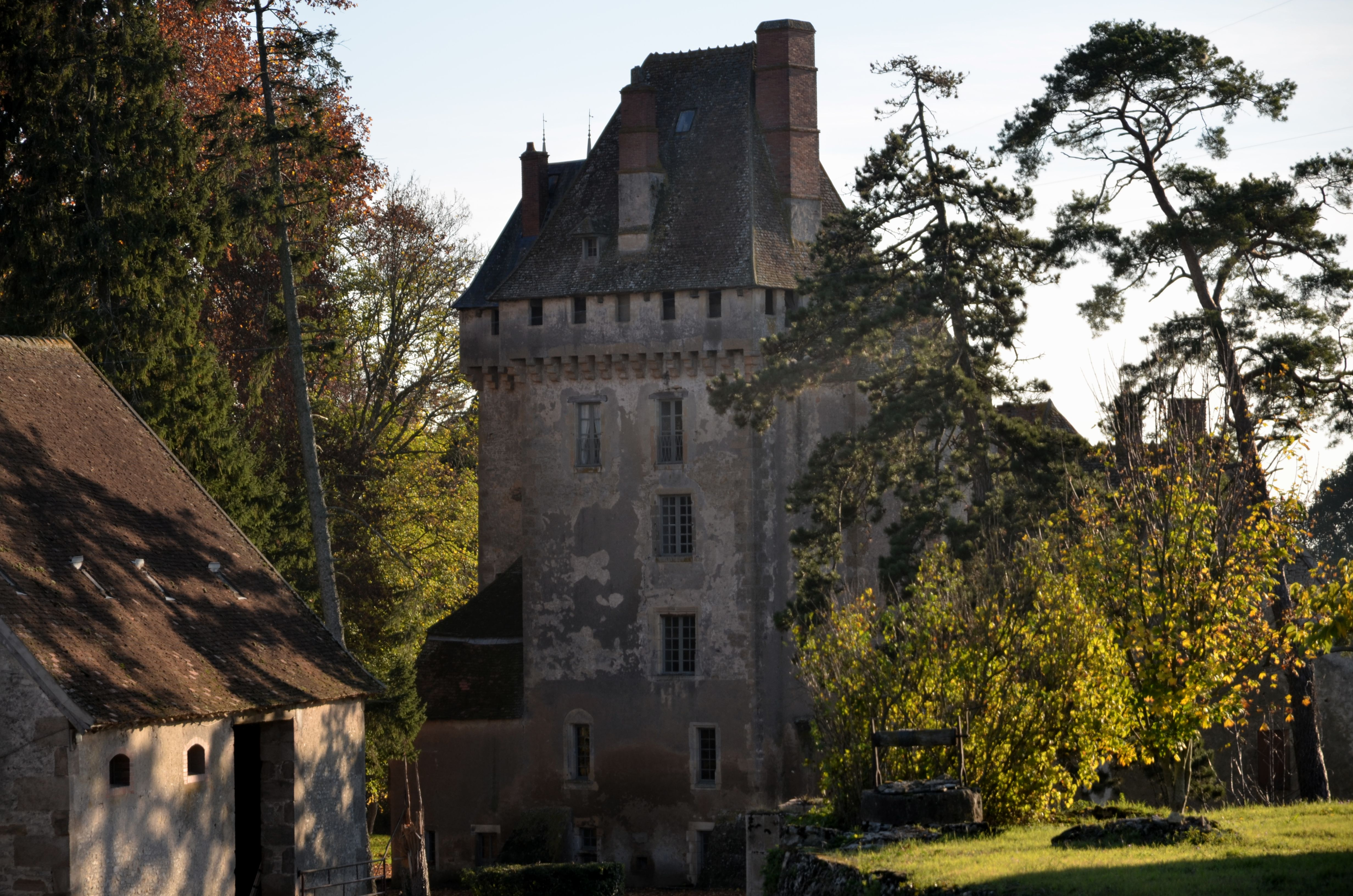
Façade médiévale.
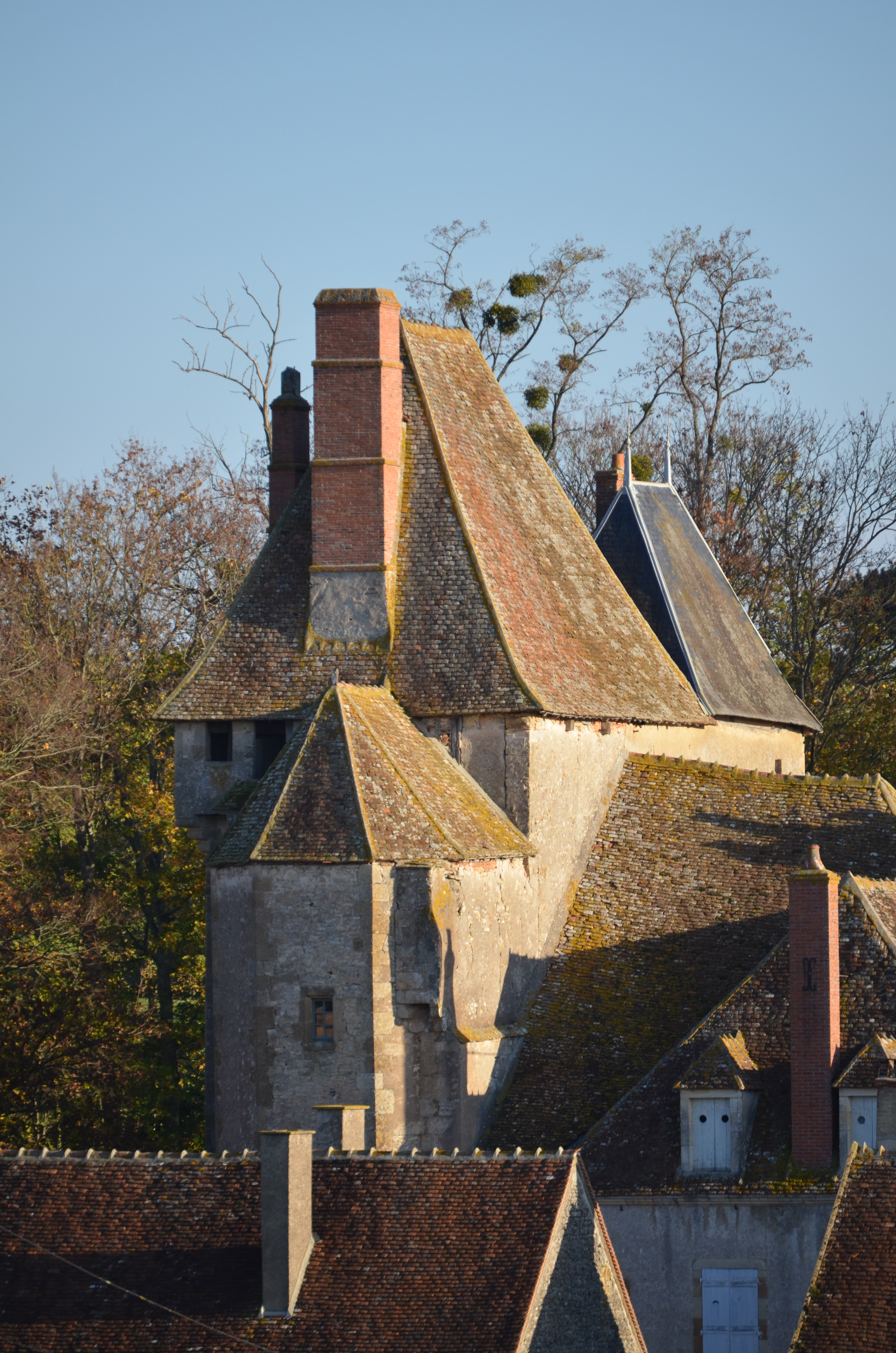
Vue de la partie haute du donjon primitif.
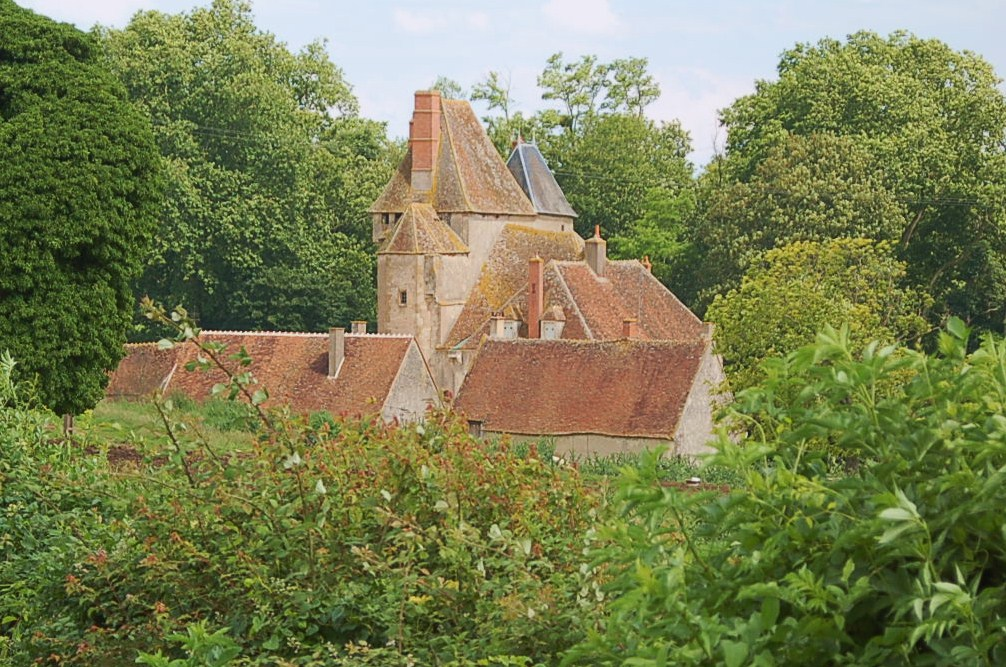